# Kanton La Roche-Derrien
Der Kanton La Roche-Derrien war bis 2015 ein französischer Wahlkreis im Arrondissement Lannion, im Département Côtes-d’Armor und in der Bretagne. Sein Hauptort war La Roche-Derrien.

## Gemeinden
| Gemeinde         | Bretonisch       | Einwohner (2013) | Fläche (km²) | Code postal | Code Insee |
| ---------------- | ---------------- | ---------------- | ------------ | ----------- | ---------- |
| Berhet           | Berc'hed         | 243              | 3.23         | 22140       | 22006      |
| Cavan            | Kawan            | 1468             | 16.40        | 22140       | 22034      |
| Coatascorn       | Koadaskorn       | 245              | 8.05         | 22140       | 22041      |
| Hengoat          | Hengoad          | 214              | 6.19         | 22450       | 22078      |
| Mantallot        | Mantallod        | 223              | 2.76         | 22450       | 22141      |
| Pommerit-Jaudy   | Peurid-ar-Roc'h  | 1.235            | 20.37        | 22450       | 22247      |
| Pouldouran       | Pouldouran       | 165              | 1.02         | 22450       | 22253      |
| Prat             | Prad             | 1.149            | 21.87        | 22140       | 22254      |
| Quemperven       | Kemperven        | 395              | 7.69         | 22450       | 22257      |
| La Roche-Derrien | Ar Roc'h-Derrien | 1.006            | 1.84         | 22450       | 22264      |
| Troguéry         | Trogeri          | 286              | 3.61         | 22450       | 22383      |

## Bevölkerungsentwicklung
| 1962 | 1968 | 1975 | 1982 | 1990 | 1999 | 2006 | 2012 |
| ---- | ---- | ---- | ---- | ---- | ---- | ---- | ---- |
| 6286 | 5801 | 5470 | 5537 | 5485 | 5672 | 6341 | 6590 |